# Elk City (Kansas)
Elk City es una ciudad ubicada en el de condado de Montgomery en el estado estadounidense de Kansas. En el año 2010 tenía una población de 325 habitantes y una densidad poblacional de 361,11 personas por km².

## Geografía
Elk City se encuentra ubicada en las coordenadas 37°17′25″N 95°54′37″O / 37.29028, -95.91028 (37.290235, -95.910244).

## Demografía
Según la Oficina del Censo en 2000 los ingresos medios por hogar en la localidad eran de $25,000 y los ingresos medios por familia eran $35,833. Los hombres tenían unos ingresos medios de $21,250 frente a los $17,708 para las mujeres. La renta per cápita para la localidad era de $15,152. Alrededor del 18.6% de la población estaban por debajo del umbral de pobreza.